# ハンドレッドドラゴン
『ハンドレッドドラゴン』は、G-modeにより運営され、NTTドコモの携帯電話向けiモード用アプリとして配信されるロールプレイングゲーム。戦闘において攻撃・防御をキー入力1回で行え、それでいてキャラクターの攻撃順を選べる戦略性を持たせた「オートネーションバトル」を特徴とする。

## 登場人物

### パーティメンバー
レオス
世界最強の部隊と称されるドラゴニア兵に憧れている少年。16歳。正義感が強く、優しい性格をしている。本作品の主人公。比較的前向きかつ直情的な性格をしており、逆境に立たされてもポジティブ思考で突き進む。しかし、幼い頃から「自分は皆とどこか違う」という疑問を抱いており、養父以外と親しい付き合いをしようとはしなかった。孤独感を誤魔化すために村のはずれにある聖地グレイムニルでよく遊んでいたが、そこがゼクスオブドラゴン・ニーズヘッグに支配されてからは「いつかオレがニーズヘッグを倒す！」と考えるようになった。「ここは自分の居場所じゃない」。そう考えたレオスは、宿屋を経営する養父パゴットの元を飛び出し、ドラゴニアの傭兵としてゼクスオブドラゴン・デュルックの討伐隊に参加。ドラゴンたちの猛攻により部隊が散り散りになり、ひとりぼっちになった際にデュルックと単身対峙する少女兵士サンドラと出会う。危機に瀕したその時、レオスは自分に秘められた力を無意識に解放。人間とドラゴンの合成生物である「ドラゴニュート」へと変身。レオスに興味を示したデュルックは、仲間にこのことを知らせるために飛び去っていった。その後、ドラゴニュートの力に目を付けたドラゴニア帝国にレオスは追われる身となり、サンドラの助けを借りてノグラドール王国内へ逃亡。自分の持つ力とサンドラと共に、故郷荒らすゼクスオブドラゴン・ニーズヘッグの退治に乗り出す。そこでガルヴェルとターニャと出会い、レオスとサンドラは共闘してニーズヘッグを撃破。ターニャにその力を見込まれ、人々を苦しめるゼクスオブドラゴンの説得（叶わない場合は討伐）の協力を求められ、レオスは仲間達と共にドラゴンとの戦いに身を投じることとなった。
その正体は、かつて人間だった当時のゼクスオブドラゴンを率いていた隊長の息子。父親は実験により人でありながらドラゴンへと至る変身能力を持っており、息子もまたその能力を引き継いだ。そのことを知って「ゼクスオブドラゴン」の一人が自分の父親かも知れないと悩むようになり、デュルックは死の間際に「サラマンダーはお前の……」と言い残しており、最後のゼクスオブドラゴンがサラマンダーであるかのような演出がされた。しかし実際には、サラマンダーは「レオスの父親よりも強かった」というものであり、父親は人間に復讐を企てるゼクスオブドラゴンたちを諌め、封じ込めるために洞穴を崩壊させ息絶えたというものだった。
サラマンダーを倒すもパラゲッサスの秘術によってサラマンダーはより強化され復活。圧倒的な力の前に一度は敗れてしまう。後にターニャを気遣い、レオスは負担を引き受けるために自分がパーティーのリーダーになると発言。ガルヴェルは気に入らないという風に彼を見ていたが、諦めず前進するその姿を受け入れリーダーと認められた。パラゲッサスとの最終決戦の際は、ゼクスオブドラゴンを吸収して究極のドラゴンとなった彼に一行は恐怖を見せるも、レオスの掛け声によって戦意を取り戻させた。そして勝利するもサンドラが崖から突き落とされてしまい、その怒りによってドラゴニュートに変身。一撃でパラゲッサスを葬り去った。激しい怒りにそのまま自身もゼクスオブドラゴンになりかけるが、生存していたサンドラの呼びかけにより己を取り戻した。
後日談ではパラゲッサス以上のドラゴンが存在していることが明かされ、そのシナリオをクリアした際には人類とドラゴンを和解させる架け橋となり、多数のドラゴンを率いて仲間たちのところへ向かう姿が描かれている。
ドラゴンバースト
ドラゴニュートに変身する際に発生する衝撃波の名称。これを用いることで、レオスは自身の青い髪と同色の体表を持つ蒼竜に変身し、絶大な戦闘能力を引き出すことが可能。ただし、変身時間は短いため使用ターンが経過すると元に戻ってしまう。
サンドラ
ドラゴニア上等兵の少女。17歳。

ガルヴェル
最強のドラゴンスレイヤーと呼ばれる青年。28歳。リーンベル廃街出身で、本名はレヴラグ（ガルヴェルのつづりを逆にしたもの）だが、故郷を見限ってからはガルヴェルと名乗っている。リーンベル廃街を支配するゼクスオブドラゴン・アジ・ダハーカの生贄として、年端もいかない少年のときにヨルニム遺跡へと連れて行かれた。そこでダハーカは「仲間同士で殺し合いをして、生き残った奴は見逃してやる」と言い放ち、ガルヴェルは友人たちと不本意な殺し合いを始める。生き残ったガルヴェルだったが、ダハーカは初めから約束を守るつもりはなかった。逆上したガルヴェルはダハーカ配下のリザードマンたちを殴り殺し、ダハーカへと襲い掛かる。しかし、ガルヴェルの怒りをもってしても圧倒的な実力差をうめることは出来ず、敗北。ダハーカはそんな彼を見て「面白い奴だ。今度は本当に見逃してやる」とガルヴェルを解放。いつかダハーカを倒し、仲間の仇を討つことを決心する。その後は、自分達を見捨てた故郷の大人たちを全員殴り飛ばし、復讐心を胸に廃街を飛び出してドラゴンの虐殺を開始。いつしか最強のドラゴンスレイヤーと呼ばれるようになった。ターニャの護衛として雇われ、ゼクスオブドラゴンの説得及び討伐に参加。最初の敵であるニーズヘッグと退治したときにレオスとサンドラとであった。性格は皮肉屋で傲岸不遜。当初はレオスとサンドラを「子供」と見下しており、そんな子供が自分のパーティーにいるのを煙たがって追い払おうとしていた（レオスのことを化け物と呼び、サンドラと険悪な関係を始めるきっかけとなった）。しかし、共にゼクスオブドラゴンと戦っているうちに見方が変わり、レオスとサンドラを仲間と意識するようになる。友人の仇であるアジ・ダハーカを恐れて今まで近付かないようにしていたが、レオスたちに励まされて決起（このときはガルヴェルも「オレが今までダハーカをほうっておいたのは、奴が恐ろしかったからだ。今でも勝てる気がしない」と告白している）。レオスがリーダーシップを取るのを気に入らず、「仕切るな」と文句を言っていた。徐々にリーダーとして皆を導くレオスを認め始め、文句を言わずに彼のことばに従うようになっていく。一度対立した相手とは殴り合いの勝負で決着をつけないと気が治まらない気性をしており、たびたび衝突していたサンドラと終盤のイベントで本気の殴り合いを展開。お互いに「ぶっ殺してやる！」と怒りを露わにし、結果は引き分け。ふたりそろって仲良く病院のお世話となった。以後はサンドラと衝突することもなくなり、レオスたちに対する皮肉や不遜は見せなくなった（ターニャとも殴りあったことがあり、彼も彼女に対しては素直に接している）。
フルメタルクルセイド
自分の肉体の強度を引き上げることによって、あらゆる攻撃を1ターンのみ無効化する。
ターニャ
ノグラドール王国在住の魔術師の少女。16歳。
サクリファイス
PTにかけられた状態異常を治療するほか、負傷も直して完全回復させる効果を持つ。